# شريط مغناطيسي

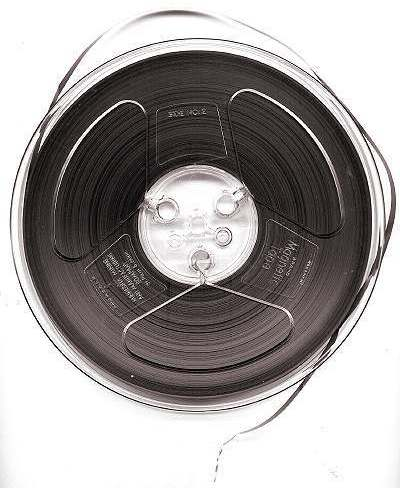
بكرة 7 بوصات لشريط تسجيل صوتي اتساعه ربع بوصة، نموذج لاستخدام المستهلك في الفترة ما بين الخمسينات والسبعينات.

الشريط المغناطيسي هو وسيلة للتسجيل المغناطيسي، يًصنّع من غطاءٍ رقيق قابل للتمغنط موضوع على شريطٍ ضيق طويل من الغشاء البلاستيكي. وقد تم تطويره في ألمانيا، معتمدًا في ذلك على تسجيل سلكي مغناطيسي. وتُسمى الأجهزة التي تقوم بتسجيل وإعادة تشغيل الصوت والفيديو باستخدام شرائط مغناطيسية بـمسجلات كاسيت وأجهزة فيديو، أما الجهاز الذي يقوم بتخزين بيانات الحاسوب على الشريط المغناطيسي فيُسمى بـمشغل الشريط (وحدة الشريط أو وحدة تخزين البيانات).
أحدث الشريط المغناطيسي ثورةً في عالم الإذاعة والتسجيلات. فبدلاً من أن يكون البثُ كله حيًا في المذياع، أعطى الشريط المغناطيسي فرصةً لتسجيل البرامج قبل بثها. وفي وقتٍ كان التسجيل في أجهزة الغراموفونيتم على مرةٍ واحدة، أصبح بالإمكان التسجيل على أجزاءٍ متعددة، يتم بعد ذلك مزجها وتعديلها مع فقد القليل من الجودة. ويُعد هذا الشريط تقنية أساسية في بدايات تطور الحاسوب؛ حيث يسمح بإنشاء كمياتٍ غير مسبوقة من البيانات آليًا، وتخزينها لفتراتٍ طويلة، والوصول إليها بسرعة.
وفي الوقت الحاضر، توجد تقنيات أخرى تستطيع تأدية مهام الشريط المغناطيسي. بل وربما في حالاتٍ عدة تحل هذه التقنيات محل الشريط نفسه. وبالرغم من ذلك، يستمر الابتكار في التقنيات ويستمر أيضًا استخدام الشريط.[متى؟]
ربما يعاني الشريط المغناطيسي بمرور السنوات من تلفٍ يُسمى بـأعراض التسليط المثبت. ونظرًا لأنه يحدث نتيجة امتصاص الرطوبة ووصولها إلى المادة الرابطة في الشريط، ينتهي به الحال إلى عدم صلاحيته للاستخدام مرةٍ أخرى.

## تسجيل الصوت

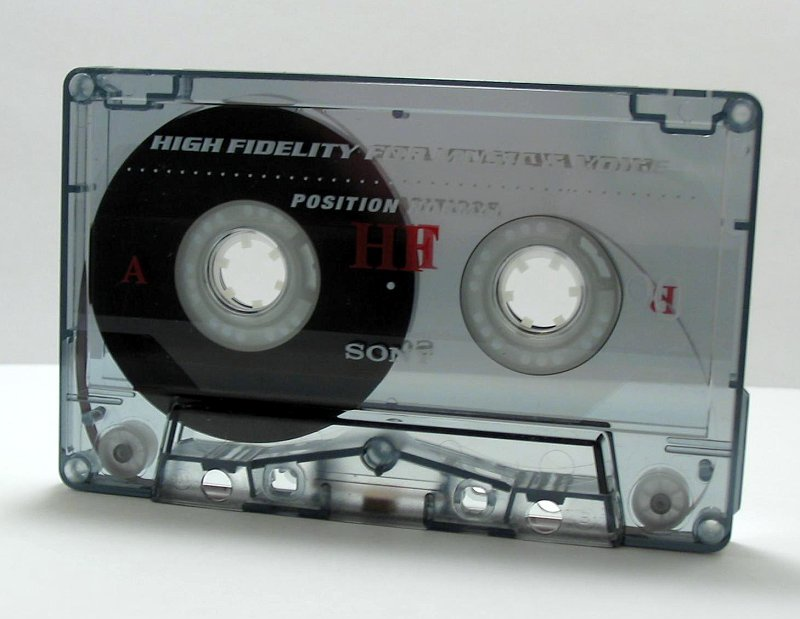
شريط سمعي

اخترع فريتز بفلويمر (Fritz Pfleumer) الشريط المغناطيسي لتسجيل الصوت عام 1928 بألمانيا، بناءً على اختراع فالديمار بولسن للتسجيل السلكي المغناطيسي عام 1898. واستخدم بفلويمر في اختراعه مسحوق أكسيد الحديد الثلاثي (Fe2O3)، والذي يغطي شريط طويل من الورق. وتطور هذا الاختراع على يد شركة الإلكترونيات الألمانية شركة الكهرباء العامة، التي صنَّعت آلات التسجيل، وشركة باسف (BASF)، التي صنَّعت الشريط. وفي عام 1933 قام إدوارد شولر (Eduard Schuller) بتطوير رأس الشريط حلقي الشكل. فقد كانت تصميمات الرأس السابقة على شكل إبرة، وكانت تميل إلى تمزيق الشريط. ومن أهم الاكتشافات التي حدثت في هذه الفترة هو تقنية انحياز AC والتي قامت بتحسين دقة إشارة الصوت المُسجل من خلال زيادة التزامن الخطي الفعَّال لوسيط التسجيل.
نتيجةً لتصاعد حدة التوترات السياسية واندلاع الحرب العالمية الثانية، ظلت هذه التطورات إلى حدٍ كبير قيد السرية. فبالرغم من أن الحلفاء كانوا على علمٍ بأن الألمان لديهم شكلاً جديدًا من تكنولوجيا التسجيل جراء مراقبتهم للبث الإذاعي النازي، إلا أن طبيعة هذا الشكل الجديد لم يتم كشف النقاب عنها حتى حصل الحلفاء على معدات تسجيل ألمانية من ضمن ما استولوا عليه حين قاموا بغزو أوروبا في نهايات الحرب. وبعد الحرب فقط استطاع الأمريكيون، وخاصةً جاك مولن (Jack Mullin)، وجون هربرت أور (John Herbert Orr)، وريتشارد هولاند رينجر (Richard H. Ranger) أن يقوموا بجلب هذه التكنولوجيا من ألمانيا وتطويرها إلى أنواعٍ تصلح للتداول التجاري.
ومنذ ذلك الحين تم تطوير مجموعة متنوعة من المسجلات والأنواع، من أبرزها: مسجل البكرات والشريط السمعي.

## تسجيل الفيديو
أثبتت طريقة تسجيل وتعديل الصوت باستخدام الشريط المغناطيسي تقدمًا واضحًا عن الوسائل السابقة بشكلٍ سريع. لذا رأى البعض أنه من الممكن تنفيذ نفس التحسينات في تسجيل التلفاز. حيث إن إشارات التلفاز («فيديو») تتشابه مع إشارات الصوت. بينما يقع الاختلاف الأساسي في استخدام إشارات الفيديو لـعرض محزم أكثر من الإشارات الصوتية. ولكن تكمن المشكلة في عدم استطاعة مسجلات شرائط الصوت الموجودة على التقاط إشارة الفيديو من الناحية العملية. لذلك شَرَع الكثيرون في العمل لحل هذه المشكلة. فأنشأ كلاً من جاك مولن (الذي يعمل لصالح بينغ كروسبي (Bing Crosby))، وBBC أنظمة عمل أولية تتضمن تحريك الشريط عبر رأس الشريط الثابت بسرعاتٍ عاليةٍ جدًا. ولكن لم يحظَ أي نظام منهم بكثيرٍ من الاستخدام. أما الفريق الذي أحدث طفرةً هو فريق أمبيكس، تحت قيادة تشارلز جينسبيرغ (Charles Ginsburg)، من خلال استخدام رأس تسجيل دوارة بسرعة الشريط العادى لتحقيق سرعة عالية جدًا من الرأس إلى الشريط وبإمكانها تسجيل ونسخ إشارات عرض المحزم العالية الخاصة بالفيديو. ويسمى نظام أمبيكس كوادروبليكس واستخدم 2-بوصة-wide‌ (51 مليمتر) شريط مُركَب على بكرات مثل شريط الصوت، ويكتب الإشارة بما يُعرف الآن باسم المسح الضوئي الاعتراضي.
أدت التحسينات اللاحقة التي قامت بها الشركات الأخرى، وخاصةً شركة سوني، إلى تطوير المسح الضوئي الحلزوني وغلاف بكرات الشريط إلى أسطواناتسهل تداولها. ثم أصبحت تقريبًا جميع أنظمة شرائط الفيديو الحديثة تستخدم المسح الضوئي الحلزوني والأسطوانات. ومن ثمَّ، انتشر استخدام مسجلات شرائط الفيديو في المنازل وفي مرافق الإنتاج التليفزيوني أيضًا، ومع ذلك يجري حاليًا استبدال العديد من مهام مسجلات شرائط الفيديو VCR. فمع ظهور الفيديو الرقمي وإمكانية تجهيز الفيديو باستخدام الحاسوب، أصبح الآن بإمكان وسائط القرص البصري ومسجل الفيديو الرقمي القيام بنفس دور شريط الفيديو. وتقدم هذه الأجهزة تحسيناتٍ أخرى مثل الوصول العشوائي لأي مشهد في التسجيل و«مشاهدته» من خلال التحويل الزمني أي مشاهدته في أي وقت حسب رغبة المشاهد؛ لذلك تم استبدال شريط الفيديو بهذه الأجهزة في الكثير من الحالات.

## تخزين البيانات
يستخدم مشغل الشريط (أو «الناقل» أو «حامل الشريط») محركات في جميع أنواع الشرائط لتحريك الشريط من بكرةٍ إلى أخرى؛ لكي يمر بـرؤوس الشريط للقراءة، أو الكتابة، أو المسح عندما يتحرك.
بدأ استخدام الشريط المغناطيسي لتسجيل بيانات الحاسوب عام 1951 في شركة إيكرت ماوكلي يونيفاك 1. وكان وسيط التسجيل عبارة عن شريط رقيق حجمه نصف بوصة (12.65 ملم) من المعدن الواسع، ويتكون من برونز مطلي بالنيكل يُسمى (بسبيكة فيكالوي Vicalloy). وكانت كثافة التسجيل تُقدر بحوالي 128 رمزًا للبوصة (198 ميكرومتر/رمز) على ثمانية مسارات.

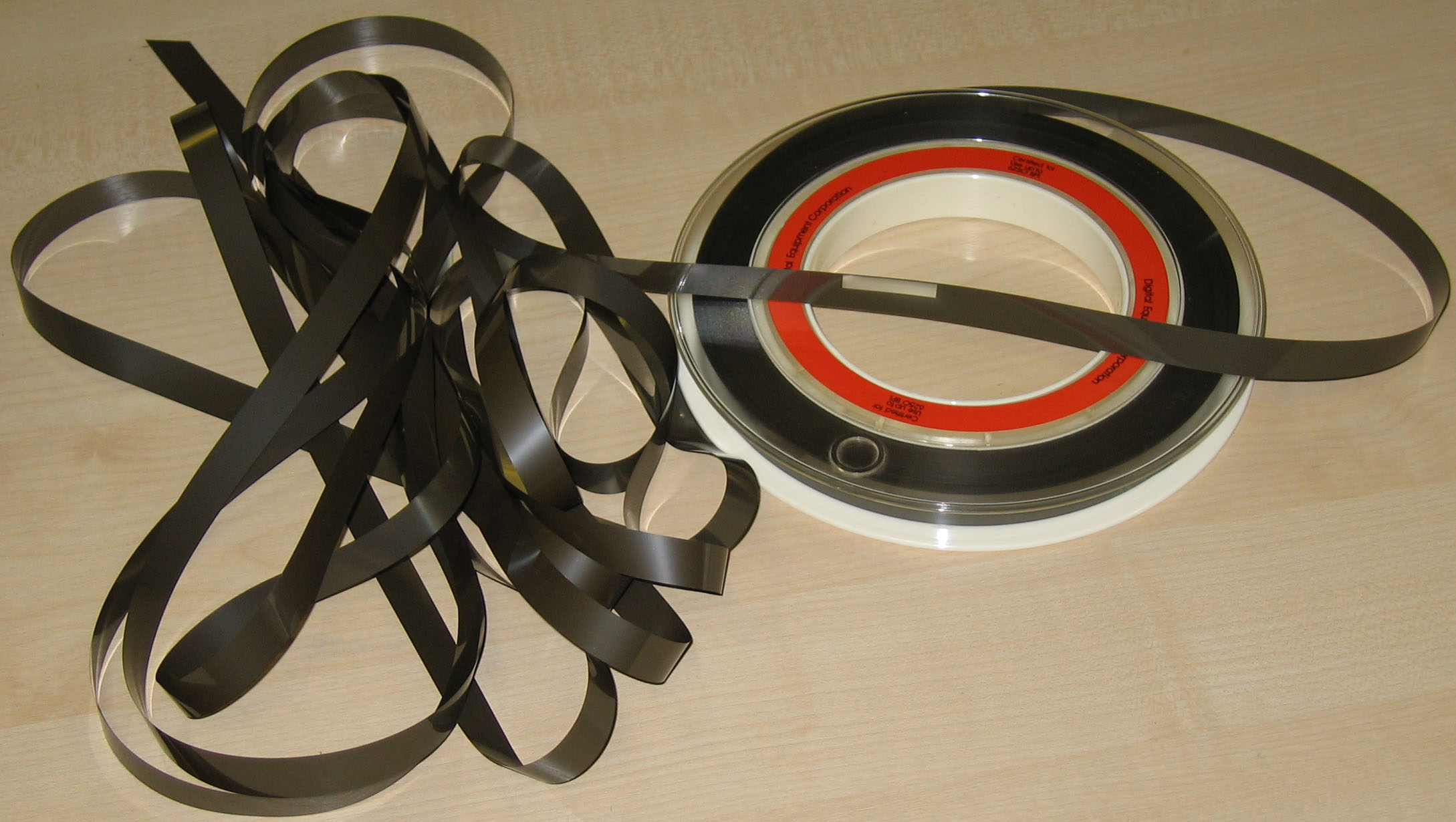
بكرة صغيرة مفتوحة من الشريط ذي التسع مسارات

المشغلات الأولى للشرائط لدى آي بي إم (IBM) كانت مشغلات واقفة على الأرضية تستخدم أعمدة تفريغية لكي تعزل ماديًا حلقات الشريط الطويلة التي تأخذ شكل U. وتغذي البكرتان الشريط بوضوح من خلال الأعمدة، فتدور البكرتان بشكل متقطع وسريع بدفعات غير مُتزامنة مما يُنتِج عملاً مرئيًا مذهلاً. ومن ثمّ، َ انتشرت اللقطات المخزونة المتحركة لمشغلات الشرائط ذات الأعمدة التفريغية لتمثل بعد ذلك «الحاسوب» في الأفلام والتلفاز.

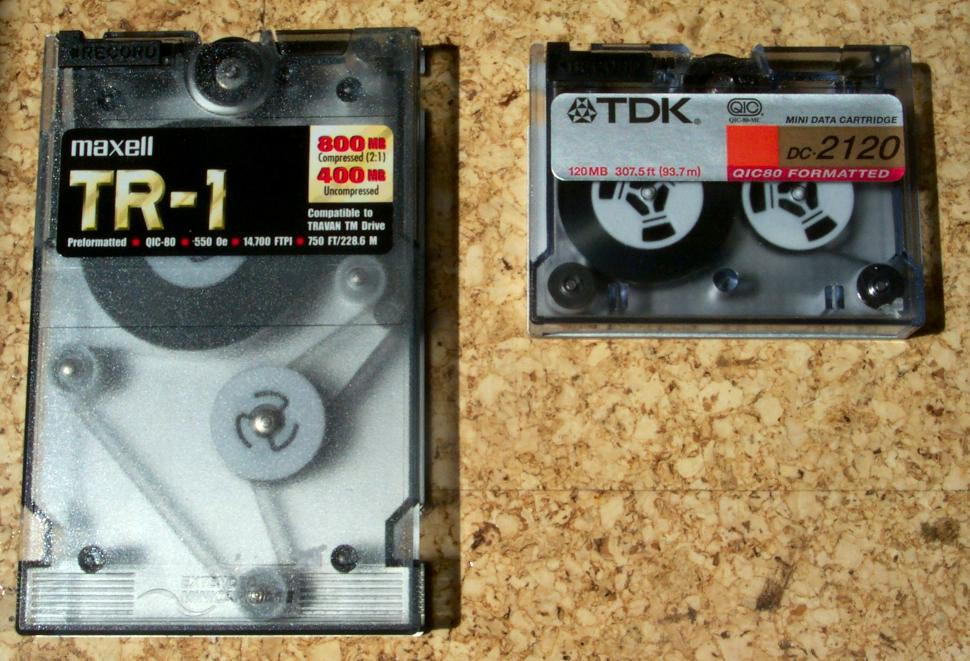
أسطوانات ربع بوصة ،هي نوع من البيانات شاع استخدامه في فترة الثمانينات والتسعينات.

تستخدم معظم الأنظمة الحديثة للشريط المغناطيسي بكراتٍ أصغر بكثير من بكرات 10.5 بوصات المفتوحة، كما أنها مُثبتَّة بداخل أسطوانة لحماية الشريط وتسهيل تداوله. وفي أواخر السبعينات وأوائل الثمانينات، استخدمت أجهزة الحاسوب المنزلية شرائطا سمعية تحمل شفرة معيار كانساس سيتي، أو «معايير» متعددة أخرى مثل واجهة كاسيت تاربل. وتشمل أنواع الأسطوانات LTO، وDLT وDAT/DDC.
ويظل الشريط بديلاً متاحًا للقرص في بعض الحالات بسبب انخفاض تكلفته لكل بت. ويُعد ذلك ميزة كبيرة عند التعامل مع كمياتٍ هائلة من البيانات. وعلى الرغم من أن الكثافة المساحية للشريط أقل من تلك الموجودة في مشغلات القرص، إلا أن المساحة المتاحة في الشريط أكبر بكثير. وبشكلٍ عام، فإن أعلى قدرات شرائط الوسائط موجودة في نفس الترتيب مع أكبر مشغلات أقراص متاحة (حوالي 5 TB في عام 2011). وبمرور الوقت، تميز الشريط عن تخزين القرص في التكلفة، وذلك لجعله منتجًا متوفرًا، وخاصةً لـالنسخ الاحتياطي، عندما تصبح القابلية للنقل أمرًا ضروريًا للوسائط.
ومن فوائد الشريط مدة التخزين الطويلة نسبيًا والتي تضمن للوسائط الاحتفاظ بالبيانات المخزونة. فقد أشارت الشركات المُصنِّعة إلى تخزين بيانات أرشيفية من خمس عشرة سنة (15) إلى ثلاثين سنة (30) لشريط البيانات الحديث مثل الشريط الخطي المفتوح للوسائط.
فقد استلمت شركة إميشن عام 2002 منحة تُقدر بـ 11.9 مليون دولار أمريكي من المعهد الوطني للمعايير والتكنولوجيا الأمريكي بهدف إجراء أبحاث حول زيادة قدرة البيانات لدى الشريط المغناطيسي.

## وصلات خارجية
- تاريخ تقنية التسجيل بالشريط
- دليل تنسيق الصوت VidiPax